# Cantoche
La Cantoche Production, communément appelée Cantoche, est une entreprise française avec une filiale aux États-Unis, spécialisée dans la conception et l'animation d'assistants virtuels. Elle commercialise des solutions logicielles sous la marque Living Actor, intégrées ou en mode SaaS permettant de mettre en scène des avatars à partir d'une galerie de personnages qu'elle crée régulièrement.

## Historique
- 1999 : après plusieurs années de travail dans le domaine du jeu vidéo, Benoît Morel et Serge Vieillescaze fondent une entreprise spécialisée dans l'animation de personnages virtuels.
- 2001 : à la suite de projets pour des clients comme Warner Bross (1999), Hewlett-Packard (2000) et Microsoft (2001), Cantoche développe la technologie Living Actor permettant d'animer un avatar sur Internet et Intranet[1],[2],[3] ;
- 2006 : création de la filiale américaine de l'entreprise ;
- 2008 : création de la première version de Living Actor Video ;
- 2009 : Cantoche donne la priorité au développement de produits et commercialise Living Actor SaaS. Une solution en ligne permettant de générer des vidéos d'avatars 3D animés ;
- 2010 : lancement de Living Actor Presenter ;
- 2012 : lancement de Living Actor Assistant.

## Produits principaux

### Living Actor Video
Living Actor Vidéo est un logiciel à installer sur un poste de travail et qui permet de réaliser des vidéos en mettant en scène un ou plusieurs avatars 3D de la galerie de personnages Living Actor.
Utilisé dans la formation en ligne depuis 2008, ce produit permet aux clients de Cantoche de réaliser eux-mêmes des animations d'avatars en utilisant des acteurs virtuels polyvalents pour leurs besoins de communication ou de formation.

### Living Actor Presenter
Living Actor Presenter, est un outil en ligne de génération de vidéo à partir de textes ou de fichiers audio, pour mettre en scène automatiquement un personnage 3D animé. C'est une version simplifiée de Living Actor Video avec des fonctionnalités recentrées sur des besoins courants des utilisateurs et avec l'objectif de les rendre autonomes pour créer des animations vidéo à partir d'une inscription et de paiement en ligne. Cette application a notamment été utilisé par Cornell University pour faire dialoguer deux dialogueurs l'un avec l'autre.

### Living Actor Assistant
Living Actor Assistant, lancé en septembre 2012, fournit un avatar 3D expressif qui répond aux questions des visiteurs d’un site web, à travers une recherche intuitive. En partant son activité initiale d'animation de personnages, l'entreprise investit le domaine du langage naturel et du support en ligne. Acteur historique dans ce domaine en tant que fournisseur de personnages, Cantoche inclut maintenant dans ses produits une interface en langage naturel utilisant ses propres moteurs de dialogue et met l'accent sur l'ergonomie de présentation des réponses données aux utilisateurs.

## Projets de recherche
Cantoche collabore à des projets de recherche au niveau national et européen et à des ouvrages collectifs,.

### Avatar 1:1
A1:1 est un projet collaboratif français, dirigé par Cantoche et soutenu par Cap Digital et Image & Réseaux, répondant au 2e appel à projets Technologies des Contenus Numériques de la DGCIS. Il associe des entreprises (Cantoche, Cliris, Mazedia) et des organismes de recherche (Institut Mines-Télécom, Université Pierre-et-Marie-Curie). Il a pour objectif de permettre un dialogue avec un avatar à échelle humaine dans un lieu culturel, en incluant des dimensions verbales et non verbales de communication.

### Ilhaire
IlhaireE, est un projet de recherche européen (Seventh Framework Programme for Research) sur la détection et sur la synthèse du rire. L'objectif est de créer une base de données sur le rire à partir de media HD et de capture de mouvement. La collecte des données s'appuie sur des connaissances en psychologique et doit permettre de valider les modèles théoriques d'analyse et de synthèse de rire (visuel et sonore). L'application des résultats scientifiques servira à créer un avatar qui utilisera le rire dans sa communication non verbale.